# Leonardo Pavoletti
Leonardo Pavoletti (Livorno, 26 de novembro de 1988) é um futebolista profissional italiano que atua como atacante.

## Carreira

### Armando Picchi
Leonardo Pavoletti se profissionalizou no Armando Picchi, em 2006, no clube permaneceu até 2008.

### Cagliari
Leonardo Pavoletti se transferiu para o Cagliari Calcio, em 2017.

## Títulos

### Clube
Sassuolo
- Serie B: 2012–13